# Charonias
Charonias — род чешуекрылых из семейства белянок и подсемейства Pierinae.

## Систематика
В состав рода входят:
- Charonias eurytele (Hewitson, 1852) — Гватемала, Коста-Рика, Панама, Колумбия, Эквадор, Перу, Венесуэла
- Charonias theano (Boisduval, 1836) — Бразилия — в штате Рио-де-Жанейро